# Pizza Syndicate
Pizza Syndicate (noto negli Stati Uniti come Fast Food Tycoon) è un videogioco gestionale sviluppato dalla Software 2000 e pubblicato dalla Activision Value nel 1999.
È il seguito di Pizza Connection (1994) ed è stato seguito da Pizza Connection 2 (2001), con i quali condivide il mix tra il tema culinario e quello mafioso.

## Trama
Il gioco consiste nell'amministrare un'organizzazione che opera nel campo della ristorazione (gestendo una catena di pizzerie), e usa quest'attività per coprirne altre, meno legittime, nel campo del crimine organizzato.

## Modalità di gioco
Il titolo permette di giocare in modalità campagna o in modalità partita personalizzata. È presente inoltre un tutorial per prendere familiarità con il gioco.
Nella "partita personalizzata" è possibile giocare scegliendo liberamente tutte le impostazioni della partita: il numero di giocatori rivali controllati dal computer (si può giocare con o senza rivali, fino ad un massimo di cinque), le città nelle quali giocare (se ne possono selezionare al massimo sei tra le 20 disponibili) e l'eventuale "obiettivo scenario" da raggiungere per determinare il vincitore della partita (arrivare a un certo bilancio bancario, avere una certa quota di mercato, far sì che tutti gli abitanti delle città facciano visita almeno una volta in una vostra pizzeria, ecc.).
La campagna, invece, si compone di 17 partite dalle impostazioni fissate e non modificabili, ognuna dotata di un diverso grado di difficoltà e ambientata in una città diversa. In alcune di esse gli obiettivi riguardano il lato culinario; altre invece si focalizzano sul mondo del crimine, con le pizzerie ridotte a mera copertura delle attività illecite. Per completare il gioco è necessario superare tutte le partite, senza un ordine preciso, utilizzando lo stesso personaggio come titolare della catena di pizzerie.

### Creazione di un personaggio
Alla creazione di una nuova partita è necessario scegliere il nome e il logo della propria catena di pizzerie, ed è necessario creare il personaggio che ne sarà a capo. Gli aspetti della sua personalità hanno un'influenza diretta sull'andamento dell'intera partita, ma nella scelta sarà necessario trovare un compromesso tra aspetti inversamente proporzionali: esperienza ed età anagrafica, abilità e patrimonio economico di partenza.

### Ambientazione
Il gioco permette di ambientare le partite in venti diverse città: Sydney, Rio de Janeiro, Bangkok, Hong Kong, Il Cairo, Parigi, Amburgo, Berlino, Monaco, Pisa, Roma, Venezia, Mosca, Londra, Chicago, Las Vegas, New York.
Ciascuna di esse ha una precisa struttura urbana, che richiama più o meno fedelmente quella reale, e i rispettivi abitanti sono caratterizzati da gusti culinari diversi. La popolazione è modellata in otto categorie sociali (bambini, ragazzi, studenti, operai, yuppies, VIP, anziani e turisti), con differenti abitudini e zone frequentate.

### Svolgimento di una partita
Durante il corso della partita vera e propria è possibile aprire una o più pizzerie: per farlo è necessario affittare o acquistare un edificio (scegliendo opportunamente la città e la collocazione), arredarlo, assumere i dipendenti (pizzaioli, camerieri, manager e precari) e infine scegliere le pizze presenti nel menu con il rispettivo prezzo.
Le pizze possono essere realizzate combinando i vari ingredienti disponibili (tra cui non mancano elementi stravaganti come formiche, locuste, larve e serpenti) e dosando la loro quantità. Altri aspetti importanti sono la scelta di una banca (che oltre a pagare gli interessi può coprire le spese quando i conti sono in rosso) e di una agenzia pubblicitaria (a cui possono essere commissionate pubblicità di vario tipo per influenzare l'opinione dei clienti).
Una menzione a parte merita l'attività criminale, la cui carriera nel gioco è complementare a quella nel campo della ristorazione e di importanza non minore. Dopo essersi aggregati a un'associazione mafiosa già esistente o dopo averne formata una nuova, si possono esercitare attività di commercio di armi, corruzione dei sindaci e della polizia e di riciclaggio del "denaro sporco", oltre che svolgere missioni (rapine di banche, furti di merci nei magazzini, evasioni dal carcere, ecc.) da condurre personalmente e/o con l'aiuto di scagnozzi.
Importante tra le attività clandestine è anche il racket esercitato nei confronti dei propri concorrenti (ma che anche i concorrenti possono esercitare su di voi): infatti, in caso di mancato pagamento del pizzo, sarà possibile introdurre nelle pizzerie avversarie topi, scarafaggi, vermi, lassativi, cibo avariato, nonché teppisti appositamente assoldati. Questi espedienti permettono di allontanare la clientela e di danneggiare la reputazione del rivale, soprattutto se abbinati ad una soffiata all'ufficio di igiene cittadino (che può intervenire con una multa) o ad un giornalista (che, a seconda della condizione della pizzeria, scriverà un articolo positivo o negativo nei suoi confronti).